# Renfe
Renfe Operadora (kurz häufig Renfe), bis 2005 Red Nacional de los Ferrocarriles Españoles (RENFE) (deutsch Nationales Netz der spanischen Eisenbahnen) ist ein staatliches spanisches Eisenbahnunternehmen, das im Personen- und Güterverkehr tätig ist.

## Geschichte

### Vorgeschichte und Gründung

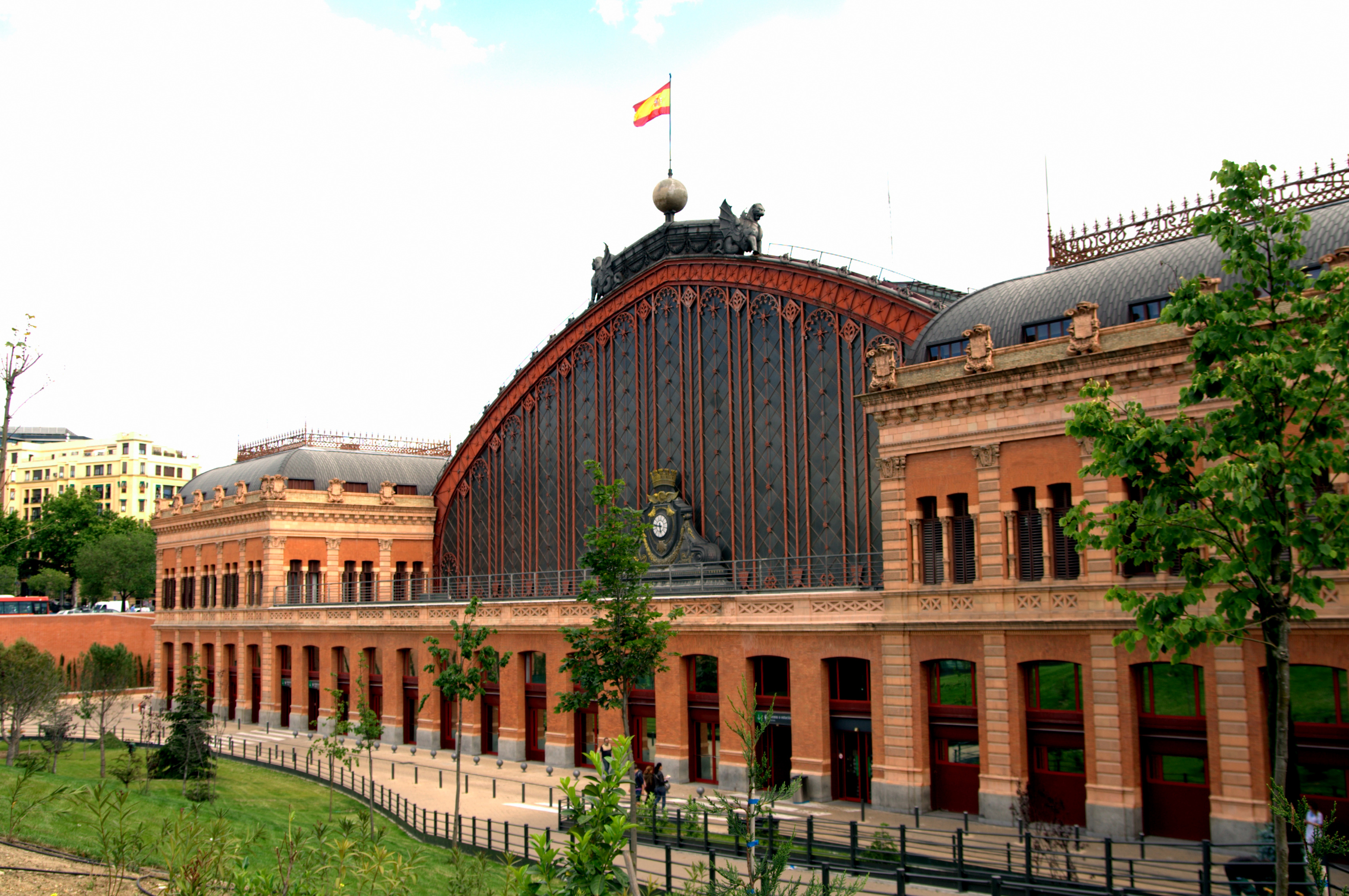
Bahnhof Atocha in Madrid

Nach dem Ende des Spanischen Bürgerkrieges standen die Privatbahnen in Spanien vor einer finanziellen Misere. Die Franco-Regierung konnte dem mit der Schaffung einer einheitlichen Staatsbahn zum 24. Januar 1941 Einhalt gebieten. Das gesamte Breitspurnetz (1672 mm) sowie diverse Privatbahnen, allen voran Compañía de los Caminos de Hierro del Norte de España (CCHNE) und Compañía de los Ferrocarriles de Madrid a Zaragoza y Alicante (MZA) sowie die bereits 1928 bzw. 1936 verstaatlichten Compañía Nacional de los Ferrocarriles del Oeste und Compañía de los Ferrocarriles Andaluces, wurden als Red Nacional de los Ferrocarriles Españoles (RENFE) vereint. Neben dem iberischen Breitspurnetz ging 1954 auch die Bahnstrecke Cercedilla–Cotos (Meterspur) an die RENFE.
In den Folgejahren wurde das 1668-mm-Breitspurnetz (bis 1955 noch 1672 mm) umfangreich modernisiert. So konnten auch einige Neubauvorhaben wie die Sierra-de-la-Culebra-Linie 1959 oder die 1968 fertiggestellte Verbindung von Madrid nach Burgos verwirklicht werden. Als Resultat einer fortschreitenden Motorisierung kam es jedoch auch zur Stilllegung unzähliger Schmalspurbahnen. Um zu verhindern, dass ein Großteil des Bahnverkehrs durch Pleiten der Betreiber lahmgelegt würde, gründete man die Firma FEVE zunächst als staatliches Unternehmen mit dem Ziel, diese Betreiber treuhänderisch zu übernehmen. Unrentable Strecken wurden dabei stillgelegt, auch einige Breitspurstrecken. Zwischen 1969 und 1995 ging die Ausdehnung des Streckennetzes so von 13 691 km auf 12 280 km zurück.

### Einstieg in den Hochgeschwindigkeitsverkehr
1985 lag der Anteil des Unternehmens am Modal Split bei sieben Prozent. In der Folge kam es zu Streckenschließungen, aber auch zu einer Debatte über die Zukunft der Bahn durch Schnellfahrstrecken. Vom Beitritt Spaniens zur Europäischen Gemeinschaft 1986 profitierte auch die Renfe. 1992 wurde die erste Hochgeschwindigkeitsstrecke für den Hochgeschwindigkeitsverkehr AVE (Alta Velocidad Española) zwischen Madrid und Sevilla in B‌etrieb genommen. Vorausschauend wurde diese normalspurig ausgeführt.
| in Betrieb im Bau | geplant tlw. in Betrieb |

Karte des spanischen Hochgeschwindigkeitsnetzes:

In Spanien wurden zwischen 1992 und 2015 folgende Schnellfahrstrecken in Normalspur (1435 Millimeter) in Betrieb genommen:
| normalspurige Schnellfahrstrecke      | Streckenteil                  | Länge  | Eröffnung |
| ------------------------------------- | ----------------------------- | ------ | --------- |
| Madrid–Sevilla                        |                               | 472 km | 1992      |
| Madrid–Sevilla                        | Abzweig nach Toledo           | 21 km  | 2005      |
| Madrid–Sevilla                        | Abzweig nach Antequera        | 97 km  | 2006      |
| Madrid–Barcelona –Französische Grenze | Madrid–Saragossa              | 307 km | 2002      |
| Madrid–Barcelona –Französische Grenze | Abzweig Saragossa–Huesca      | 79 km  | 2003      |
| Madrid–Barcelona –Französische Grenze | Saragossa–Barcelona           | 316 km | 2003–2008 |
| Madrid–Barcelona –Französische Grenze | Barcelona–Französische Grenze | 151 km | 2010–2013 |
| Madrid–Valladolid                     |                               | 180 km | 2007      |
| Madrid–Valladolid                     | Abzweig nach Zamora           | 99 km  | 2015      |
| Madrid–Levante                        | Madrid–Valencia               | 391 km | 2010      |
| Madrid–Levante                        | Abzweig nach Albacete         | 80 km  | 2013      |

Auch einige vorhandenen Breitspurstrecken wurden für den Hochgeschwindigkeitsverkehr ausgebaut. Meist liegen diese in Verlängerung der Normalspurstrecken, so dass umspurbare Züge eingesetzt werden, siehe Spurumstellung in Spanien. Auf der zu Anfang rein breitspurig für 200 km/h bis 220 km/h ausgebauten Verbindung Barcelona–Valencia–Alicante (Corredor Mediterráneo) verkehren Hochgeschwindigkeitszüge unter dem Markennamen Euromed. Für diese Strecke wurden sechs Triebzüge der Baureihe 100 mit Breitspurdrehgestellen bestellt und in die Reihe 101 eingeordnet. Schon vor Umstellung des Nordabschnittes auf Normalspur wurden sie durch umspurbare Talgo-Triebzüge der Reihe 130 ersetzt. Seit Januar 2020 ist der Nordabschnitt der Strecke Tarragona–Valencia normalspurig in Betrieb.
Eines von insgesamt vier Betriebswerken für Hochgeschwindigkeitszüge der Renfe befindet sich unmittelbar südlich der Ausfahrt aus dem Bahnhof Madrid-Atocha.

### Neuordnung und Liberalisierung ab 2005
Als vorbereitende Maßnahme zum Wettbewerb auf der Schiene wurde Renfe am 31. Dezember 2004 nach 63 Jahren offiziell aufgelöst. Dafür entstanden zwei neue Gesellschaften, die Renfe Operadora und die Administrador de Infraestructuras Ferroviarias (Adif). Renfe Operadora ist seither ein reines Personen- und Gütertransportunternehmen, wobei der Schienenpersonenfernverkehr und der Güterverkehr fortan eigenwirtschaftlich betrieben wird; der Bereich Schienenpersonennahverkehr (inkl. Regionalverkehr) wird weiterhin als Teil der allgemeinen Grundversorgung durch den Staat subventioniert. Das Eisenbahninfrastrukturnetz wird vom neugegründeten Eisenbahninfrastrukturunternehmen Adif betrieben. Gleichzeitig wurde der gesamte Güterverkehr ab 2005 der privaten Konkurrenz geöffnet, allerdings ist die tatsächliche Marktöffnung mit einem Anteil privater Betreiber im Jahr 2011 bei nur ca. 12 % an der Transportleistung nur schleppend erfolgt.
Zum Jahresanfang 2013 übernahm Renfe auch den gesamten Betrieb des Personen- und Güterverkehrs der FEVE auf dem Netz in Meterspur. Das Netz der FEVE wurde auf Adif übertragen. Mittlerweile wurden die Vorortlinien der FEVE in Asturien, Kantabrien, Murcia und im Großraum Bilbao in die Zuggattung Cercanías AM (AM für Ancho Metrico; dt. Meterspur) integriert.
Im Juli 2013 kündigte die spanische Regierung eine Öffnung des Schienenpersonenfernverkehrs, mit der Öffnung des Netzes für private Betreiber bis Ende 2014; im Schienenpersonennahverkehr sollen vom Staat zudem Leistungen als Konzessionen ausgeschrieben werden, für die sich auch private Betreiber bewerben können. Im Rahmen dieser Marktöffnung wurde Renfe in 4 Teilbereiche gespalten: Personenverkehr, Güterverkehr, Wartung und eine Leasinggesellschaft, die überzähliges Material an Konkurrenten vermieten soll.
Aufgrund der COVID-19-Pandemie wurden am 17. März 2020 alle internationalen Verbindungen, so beispielsweise die AVE-Züge nach Frankreich sowie der gesamte Nachtzugverkehr der bis dato bestehenden Zuggattung Trenhotel, eingestellt. Während die Verbindungen der Renfe-SNCF nach Lyon und Marseille hinterher wieder aufgenommen wurden, sind die Trenhotel-Züge Stand November 2023 nicht wieder in den Fahrplan aufgenommen worden.
Am 14. Dezember 2020 wurde bekanntgegeben, dass die französische SNCF anstrebt, ihren Low-Cost-Hochgeschwindigkeitszug Ouigo auch auf Schnellfahrstrecken in Spanien fahren zu lassen. Die SNCF setzt TGV Duplex ein. Die italienische Trenitalia sowie die spanische Fluggesellschaft Air Nostrum einigten sich auf die Gründung des Joint Venture ILSA, um in den spanischen Hochgeschwindigkeitsverkehr einzusteigen. ILSA beschaffte 23 Frecciarossa-1000-Triebzüge, die bereits von der Muttergesellschaft Trenitalia genutzt wurden.

## Tätigkeit und Struktur
Die Aktivitäten der Gruppe Renfe und ihrer Gesellschaften basieren auf vier Säulen:
- Personenverkehr und Vermarktung, regional, national und international (Renfe Viajeros, SA)
- Güterverkehr und Logistikdienstleistungen (Renfe Mercancías, SA)
- Instandhaltung und industrielle Arbeiten (Renfe Fabricación y Mantenimiento, SA)
- Verwaltung der Schienenfahrzeuge (Renfe Alquiler de Material Ferroviario, SA)

## Zuggattungen und Rollmaterial

### Zuggattungen
| Gattung                                 | Beschreibung | Material                                                                            |
| --------------------------------------- | --- | ----------------------------------------------------------------------------------- |
| Hochgeschwindigkeitsdienste-Langstrecke | |                                                                                     |
| AVE                                     | Langstreckenverbindungen mit normalspurigen Hochgeschwindigkeitszügen (≥ 300 km/h) | Reihen 100, 102 u. 112, 103                                                         |
| Avlo                                    | Niedrigpreis-Hochgeschwindigkeitszüge (≥ 300 km/h) | Reihe 112                                                                           |
| Altaria                                 | Langstreckenverbindungen mit lokbespannten umspurbaren Talgo-Garnituren mit Geschwindigkeiten bis zu 200 km/h                                                                            | elektrische Lokomotiven: Reihe 252 Diesellok: Baureihe 334                          |
| Euromed                                 | Umspurbarer Hochgeschwindigkeitsdienst (≤ 250 km/h) auf der Strecke Figueres–Barcelona–Valencia–Alicante                                                                                 | Reihe 130                                                                           |
| Alvia                                   | Umspurbare Hochgeschwindigkeitstriebwagen und -triebzüge (≤ 250 km/h) | Reihen 120, 130, 730                                                                |
| Langstreckenzüge                        | |                                                                                     |
| InterCity                               | Reisezüge die die Lücke zwischen hochwertigem Regional- und Fernverkehr ausfüllen, teilweise auf Hochgeschwindigkeitsstrecken (≤ 250 km/h)                                               | Reihen 120, 121, 449, 598, 599 sowie lokbespannte Züge (Baureihe 252)               |
| Talgo                                   | Reisezüge mit lokbespannten, teilweise umspurbaren Talgo-Garnituren, einzelne Züge verkehrten bis Ende 2013 auch nach Frankreich                                                         | lokbespannte Züge                                                                   |
| Mittelstreckenzüge                      | |                                                                                     |
| Avant                                   | Normalspurige Hochgeschwindigkeitszüge (≤ 250 km/h) mit Reisedauer unter 90 Minuten | Baureihen 104, 114, 121 und 130                                                     |
| Regional                                | Breitspurige Regionalverkehrszüge, die in der Regel an allen Haltestellen halten und häufig kleinere Ortschaften mit der Provinzhauptstadt verbinden                                     | Dieseltriebwagen: Baureihen 592, 596 elektrische Triebzüge: Baureihen 440, 470      |
| Regional Exprés                         | Breitspurige beschleunigte Regionalverkehrszüge, halten nicht an allen Stationen | Dieseltriebwagen: Baureihen 592, 596 elektrische Triebzüge: Baureihen 440, 448, 470 |
| MD                                      | Breitspurige reservierungspflichtige Komfortzüge für den beschleunigten Regionalverkehr                                                                                                  | Dieseltriebzüge: Baureihe 598, 599 elektrische Triebzüge: Baureihe 449              |
| Nahverkehrszüge                         | |                                                                                     |
| Cercanías                               | S-Bahnen-Netze auf Breit- und Meterspur in den Großräumen Asturien, Santander, Bilbao, San Sebastián, Madrid, Zaragoza, Barcelona, Valencia, Murcia, Alicante, Málaga, Sevilla und Cádiz | Baureihen 446, 447, 450/451, 592, 463–465 (CIVIA)                                   |

Ehemalige Zuggattungen (u. a.)
| Gattung                                 | Beschreibung | Material                                                                           |
| --------------------------------------- | --- | ---------------------------------------------------------------------------------- |
| Hochgeschwindigkeitsdienste-Langstrecke | |                                                                                    |
| Alaris                                  | Hochgeschwindigkeitsdienst (≤ 200 km/h) auf den Breitspurstrecken Madrid–Valencia–Castellón sowie Barcelona–Valencia–Sevilla/Málaga, seit 2013 eingestellt                               | Reihe 490                                                                          |
| Arco                                    | Breitspuriger Hochgeschwindigkeitsdienst (≤ 200 km/h), seit September 2014 eingestellt                                                                                                   | elektrische Lokomomotiven der Reihe 252 Diesellokomotiven der Reihen 333, 334, 319 |
| AV City                                 | Niedrigpreis-Hochgeschwindigkeitszüge (≤ 250 km/h) | Baureihen 104, 114 und 121, im Jahr 2019 eingestellt                               |
| Langstreckenzüge                        | |                                                                                    |
| Diurno                                  | Klassische Tagesreisezüge, seit Juni 2012 eingestellt | lokbespannte Züge                                                                  |
| Tren Estrella                           | Klassische Nachtreisezüge mit Schlaf- und Liegewagen im Breitspurnetz, seit April 2015 eingestellt                                                                                       | lokbespannte Züge                                                                  |
| Trenhotel                               | Nachtreisezüge mit lokbespannten, teilweise umspurbaren Talgo-Garnituren, internationaler Verkehr nach Lissabon, bis Ende 2013 auch als »Elipsos Trenhotel« nach Paris, 2020 eingestellt | Baureihen 252 und 334                                                              |
| Mittelstreckenzüge                      | |                                                                                    |
| TRD                                     | Breitspurige reservierungspflichtige dieselgetriebene Komfortzüge für den beschleunigten Regionalverkehr, seit 2012 eingestellt                                                          | Baureihen 594 und 598                                                              |

### Rollmaterial

#### Elektrische Triebzüge im Hochgeschwindigkeitsverkehr

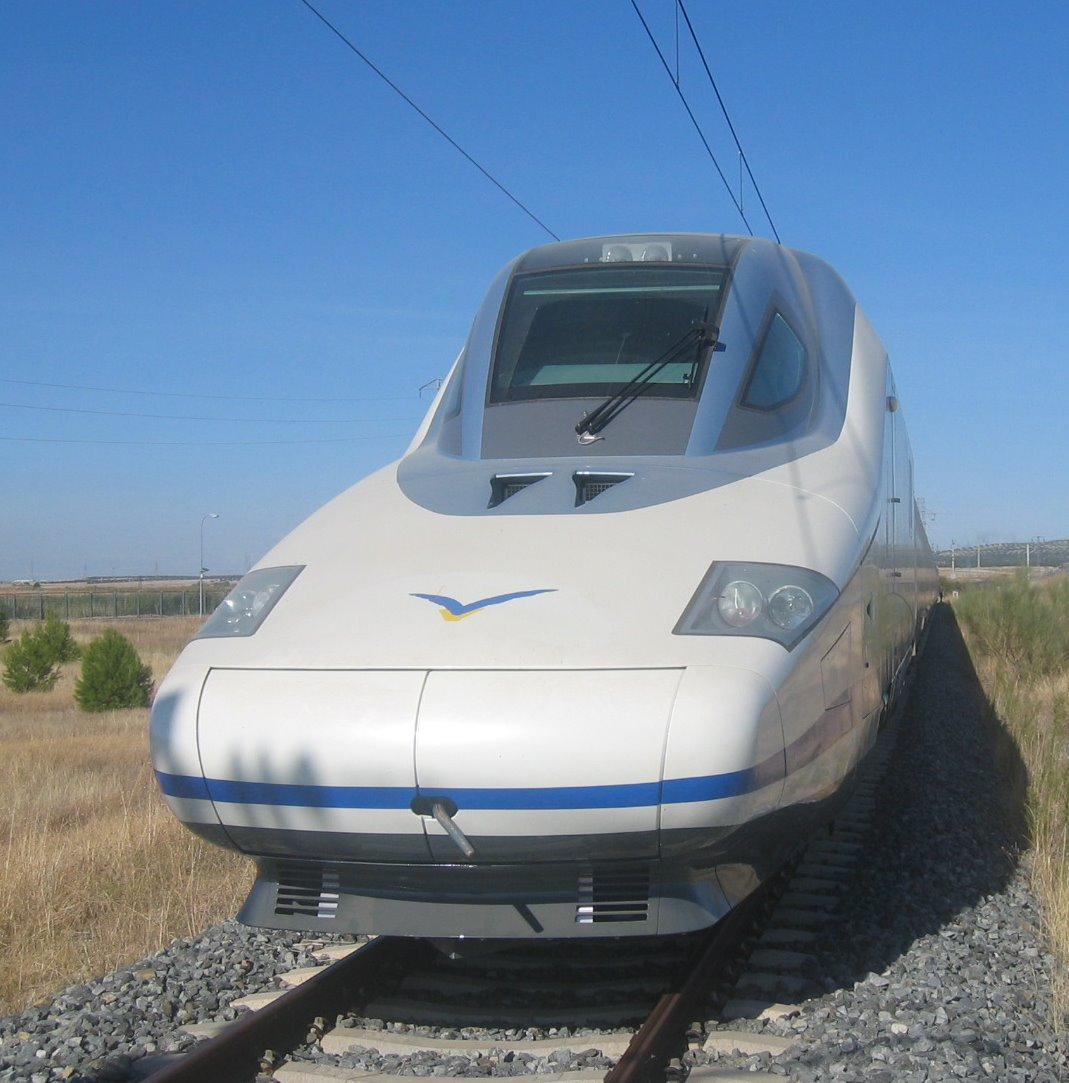
Reihe 102 von Talgo.

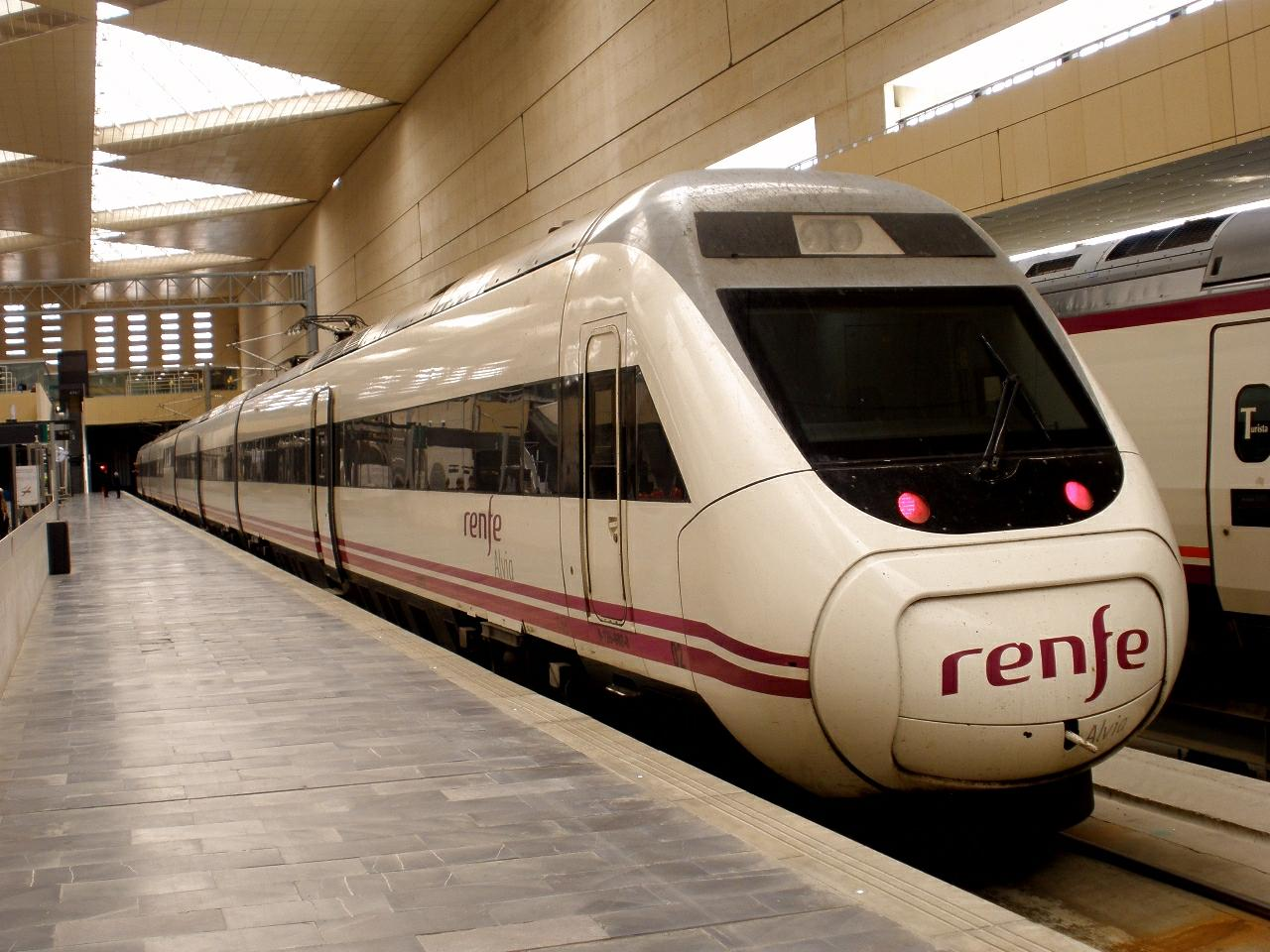
Umspurbarer Hochgeschwindigkeitszug der Reihe 120.

| Baureihe | Anzahl | Betrieb seit | Max. Geschw. (km/h) | Spurweite                                      | Anmerkungen |
| -------- | ------ | ------------ | ------------------- | ---------------------------------------------- | --- |
| 100      | 24     | 1992         | 300                 | Normalspur                                     | basierend auf TGV Atlantique (teilweise Ersatz durch Reihe 106 geplant)                                                      |
| 102      | 16     | 2005         | 330                 | Normalspur                                     | |
| 103      | 26     | 2007         | 350                 | Normalspur                                     | Siemens Velaro E, basierend auf dem ICE 3                                                                                    |
| 104      | 20     | 2005         | 250                 | Normalspur                                     | basierend auf den ETR 600 der Trenitalia verkehrt als Avant                                                                  |
| 106      | 30     | 2024         | 330                 | Normal-/Breitspur (teilweise spurwechselfähig) | basierend auf dem Talgo AVRIL                                                                                                |
| 107      | 13     |              | 330                 | Normal-/Breitspur (teilweise spurwechselfähig) | Talgo-Mittelwagen umgebaut aus früheren Trenhotel-Wagen                                                                      |
| 112      | 30     | 2008         | 330                 | Normalspur                                     | basierend auf Baureihe 102                                                                                                   |
| 114      | 13     | 2008         | 250                 | Normalspur                                     | basierend auf den ETR 600 der Trenitalia verkehren als Avant                                                                 |
| 120      | 28     | 2006         | 250/220             | Normal-/Breitspur (spurwechselfähig)           | verkehrt als Alvia |
| 121      | 29     | 2008         | 250/220             | Normal-/Breitspur (spurwechselfähig)           | basierend auf Baureihe 120                                                                                                   |
| 130      | 45     | 2007         | 250/220             | Normal-/Breitspur (spurwechselfähig)           | verkehrt als Alvia, Avant und Euromed, die mit Generatorwagen zweikraftfähigen Einheiten erhielten die Reihenbezeichnung 730 |
| 490      | 10     | 1999         | 220                 | Breitspur                                      | verkehrt als Alaris |

#### Elektrische Lokomotiven

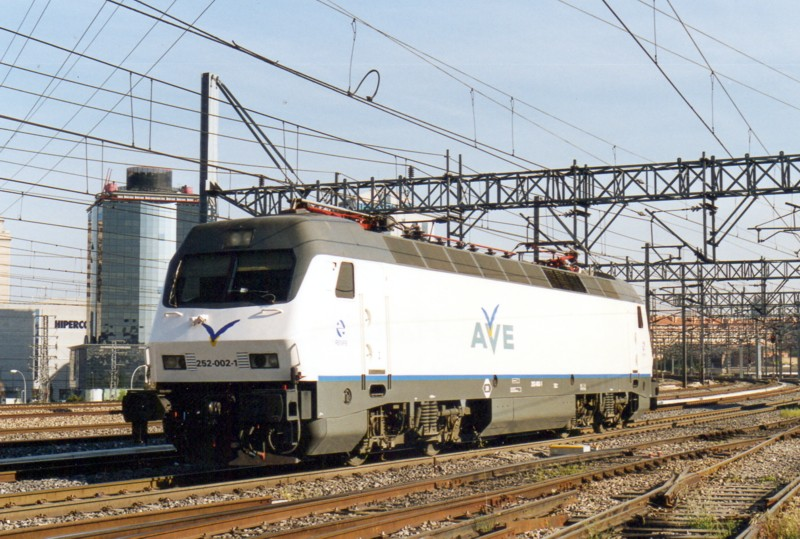
Reihe 252, die Maschinen wurden von der DB-Reihe 120.1 abgeleitet und gelten als unmittelbarer Vorgänger der Eurosprinter.

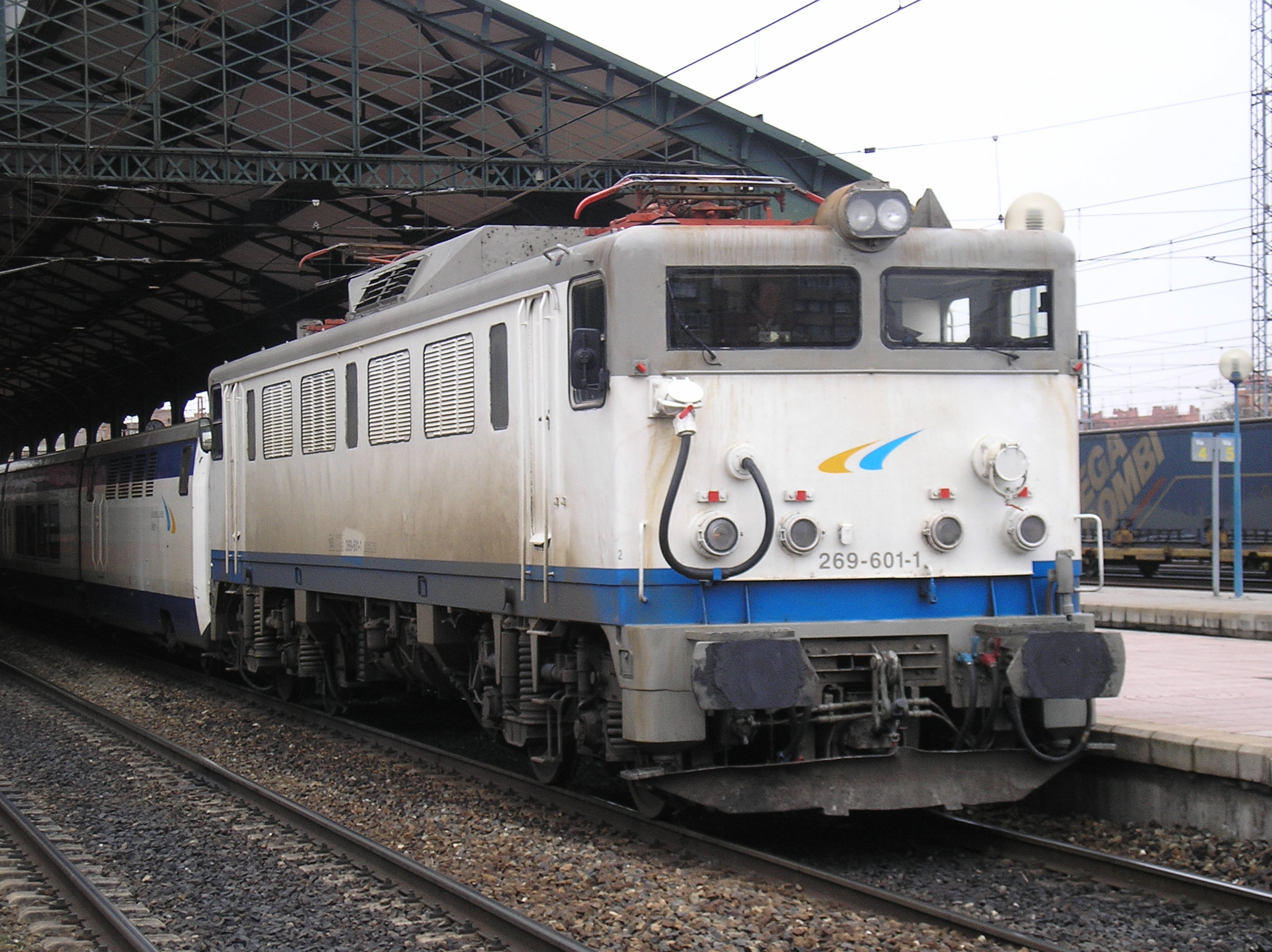
Reihe 269

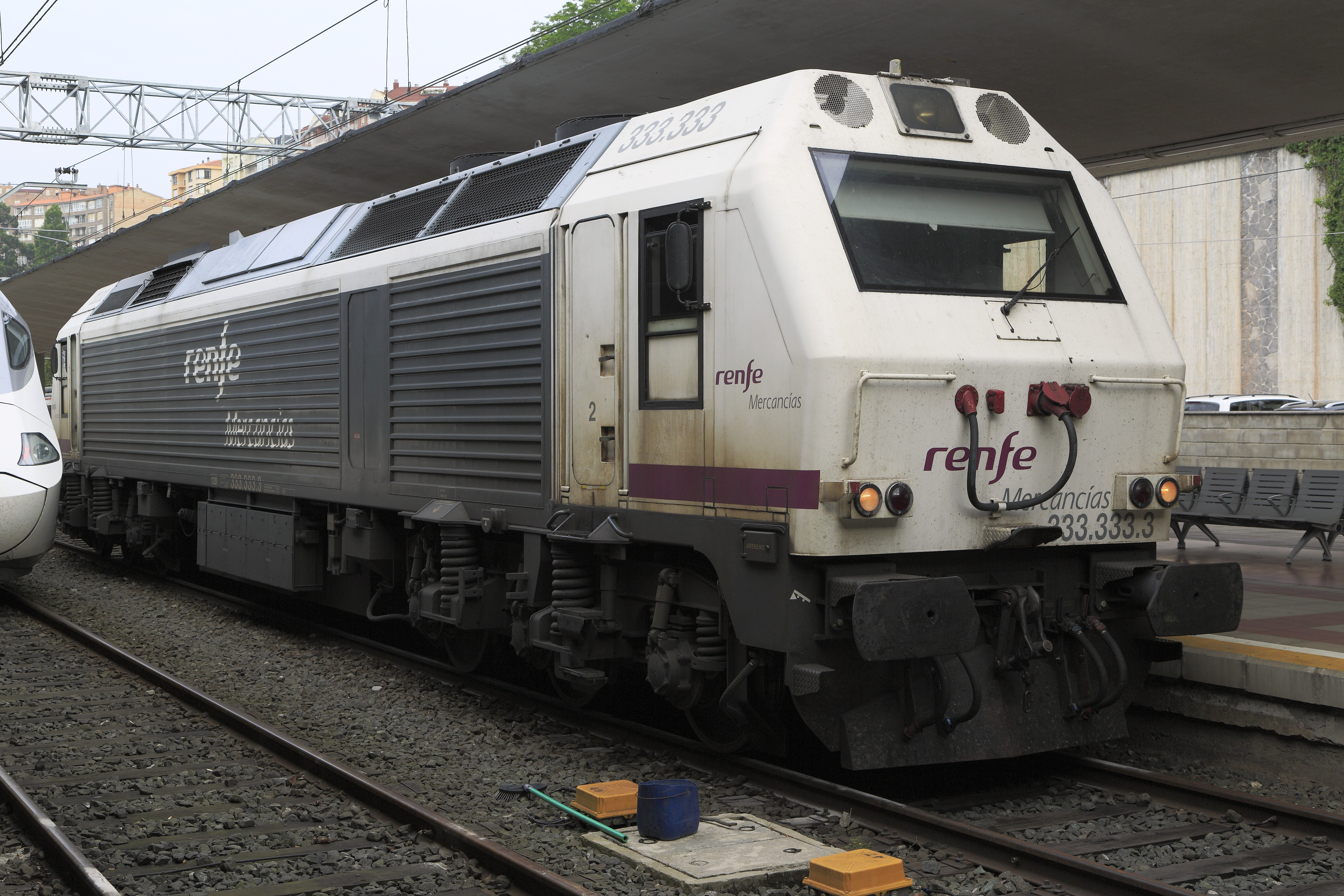
Reihe 333.3

| Baureihe | Anzahl | Betrieb seit | Max. Geschw. (km/h) | Spurweite             | Anmerkungen                                                        |
| -------- | ------ | ------------ | ------------------- | --------------------- | ------------------------------------------------------------------ |
| 251      | 28     | 1982         | 140                 | Breitspur             | im Güterzugdienst                                                  |
| 252      | 75     | 1992         | 220                 | Regel- oder Breitspur | Weiterentwicklung der DB 120.1 für den Schnell- und Güterzugdienst |
| 253      | 100    | 2008         | 140                 | Breitspur             | im Güterzugdienst                                                  |
| 269      | 176    | 1973         | 100–160             | Breitspur             | im Personen- und Güterzugdienst                                    |
| 289.100  | 9      | 1969         | 80–130              | Breitspur             | im Güterzugdienst                                                  |

#### Diesellokomotiven
| Baureihe | Anzahl | Betrieb seit | Max. Geschw. (km/h) | Spurweite             | Anmerkungen                                                                                                 |
| -------- | ------ | ------------ | ------------------- | --------------------- | --- |
| 311      | 8      | 1991         | 90                  | Breitspur             | Rangierlokomotive SBB Am 841 in der Schweiz                                                                 |
| 319      | 81     | 1984         | 140                 | Regel- oder Breitspur | im Personen- und Güterzugdienst                                                                             |
| 333      | 93     | 1974         | 160                 | Breitspur             | vorrangig im Güterzugdienst, im Reisezugdienst mangels Zugheizung nur mit selbstversorgenden Talgo Pendular |
| 334      | 28     | 2006         | 200                 | Breitspur             | Variante der Reihe 333.4 mit vier Radsätzen und Zugheizgenerator für den Reiseverkehr                       |

#### Elektrische Triebwagen für den Regional- und Nahverkehr

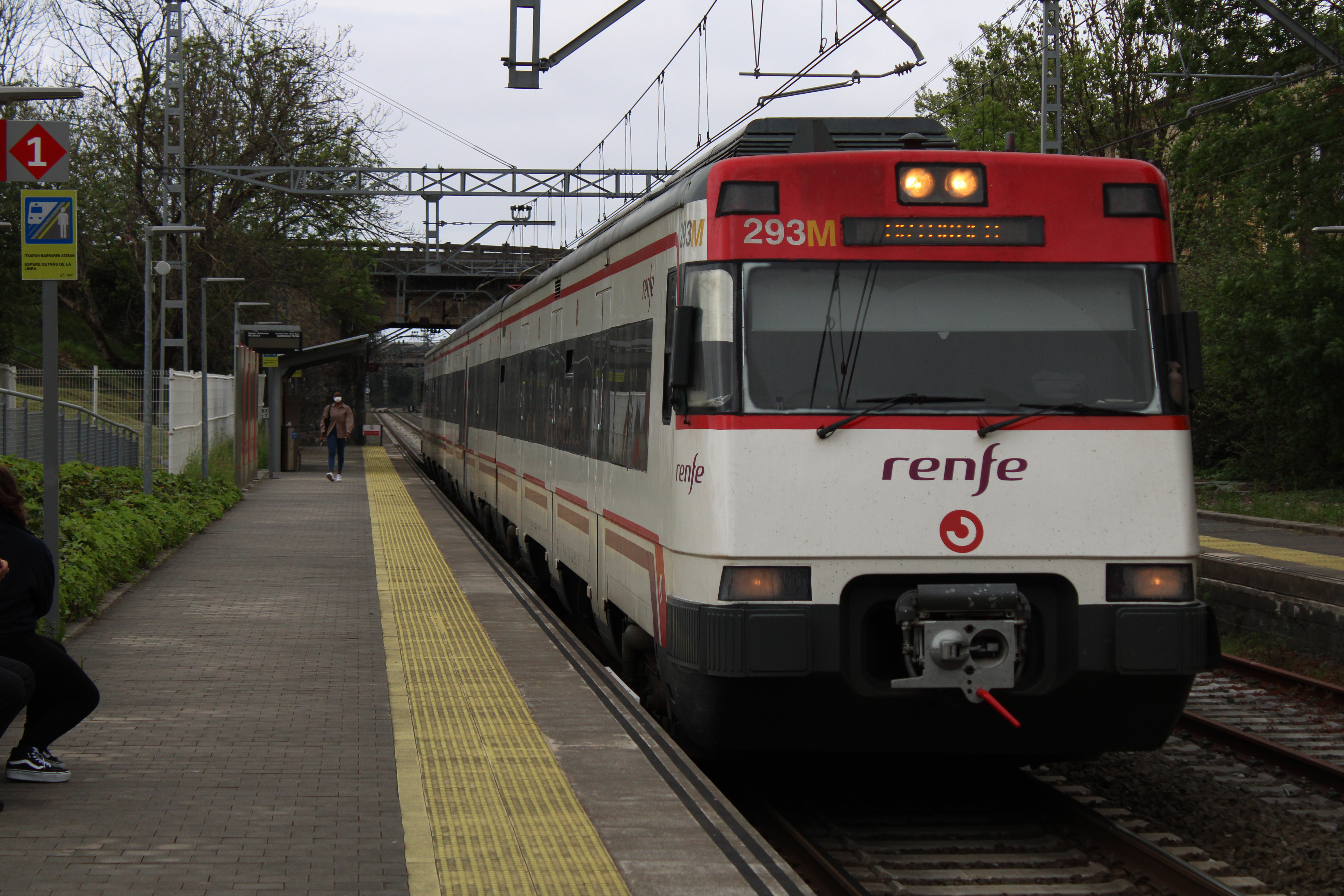
Zug der Baureihe 447 in Irún

| Baureihe | Anzahl | Betrieb seit | Max. Geschw. (km/h) | Spurweite             | Anmerkungen                                                                         |
| -------- | ------ | ------------ | ------------------- | --------------------- | ----------------------------------------------------------------------------------- |
| 446      | 166    | 1989         | 100                 | Breitspur             | Dienst im Nahverkehr                                                                |
| 447      | 183    | 1993         | 120                 | Breitspur             | Dienst im Nahverkehr (in Katalonien teilweise im Regionalverkehr)                   |
| 448      | 29     | 1987         | 160                 | Breitspur             | Dienst im Regionalverkehr; Electrotren, ehemals Fernverkehr                         |
| 449      | 57     | 2008         | 160 (200)           | Regel- oder Breitspur | Dienst im Regionalverkehr (auf Normalspur umrüstbar)                                |
| 450/451  | 36     | 1994         | 140                 | Breitspur             | Doppelstockwagen Dienst im Nahverkehr                                               |
| 452      | 1      | 2025         | 140                 | Breitspur             | Doppelstockwagen Dienst im Nahverkehr, derzeit im Probebetrieb                      |
| 453      | 2      | 2025         | 140                 | Breitspur             | Doppelstockwagen Dienst im Nahverkehr, derzeit im Probebetrieb                      |
| 463–465  | 237    | 2004         | 120–160             | Breitspur             | Bekannt als CIVIA Dienst im Nahverkehr                                              |
| 470      | 55     | 1993         | 140                 | Breitspur             | modernisierte Einheiten der Reihe 440 für den Regionalverkehr auf längeren Strecken |

#### Dieseltriebwagen für den Regional- und Nahverkehr

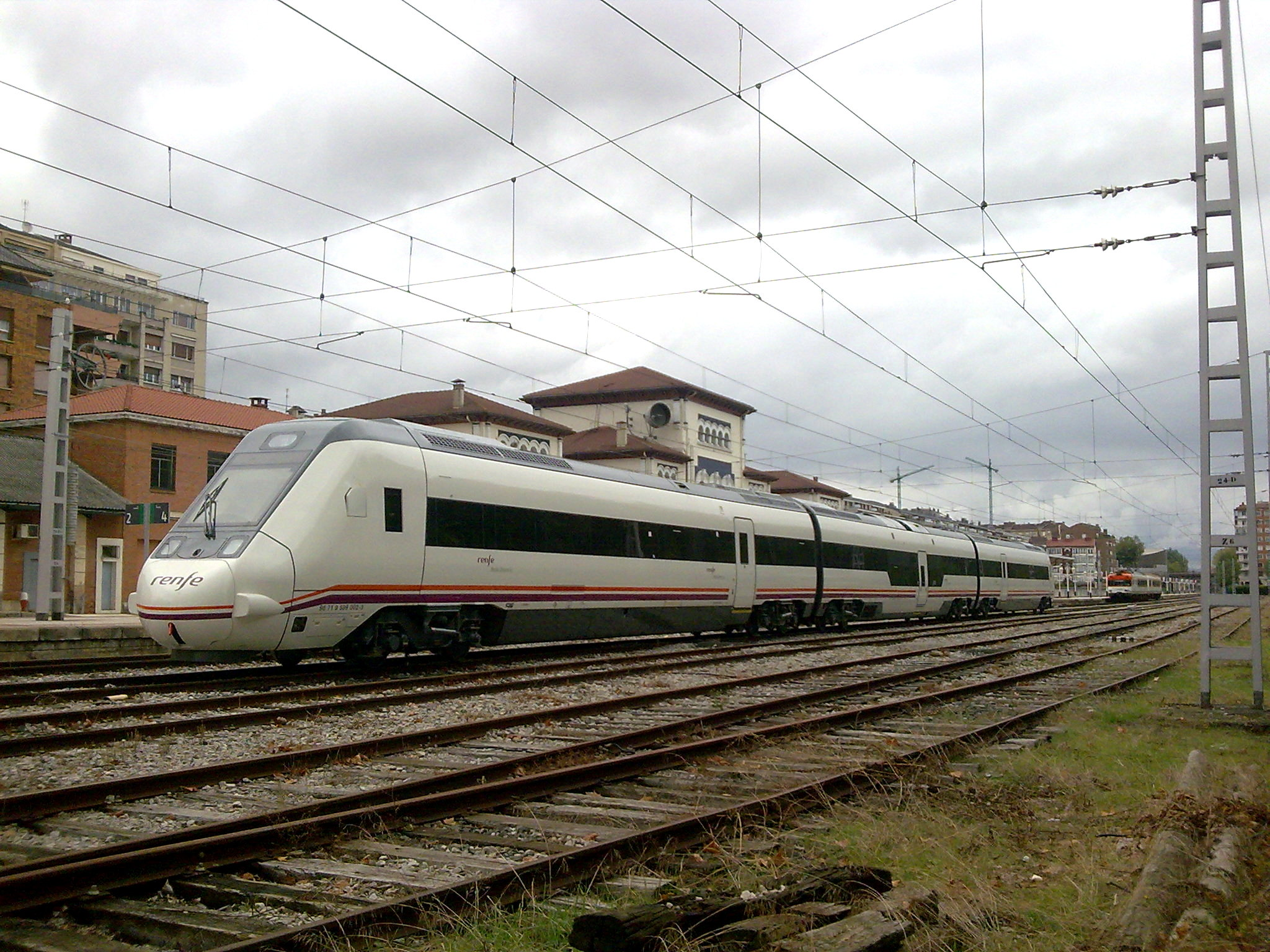
Baureihe 599 für den Diesel-Regionalverkehr.

| Baureihe | Anzahl | Betrieb seit | Max. Geschw. (km/h) | Spurweite                           | Anmerkungen                                                |
| -------- | ------ | ------------ | ------------------- | ----------------------------------- | ---------------------------------------------------------- |
| 592      | 70     | 1981         | 120-140             | Breitspur                           | Dienst im Regional- und Nahverkehr                         |
| 594      | 23     | 1997         | 160                 | 21 nur Breitspur 2 spurwechselfähig | Dienst im Regionalverkehr                                  |
| 596      | 13     | 1982         | 120                 | Breitspur                           | umgebaut aus Wagen der Reihe 593 Dienst im Regionalverkehr |
| 598      | 21     | 2004         | 160                 | Breitspur                           | Neigezug Dienst im Regionalverkehr                         |
| 599      | 50     | 2008         | 160                 | Breitspur                           | Dienst im Regionalverkehr                                  |

Stand: 14. September 2010

## Schwere Unfälle (Auszug)
- Januar 1944 Eisenbahnunfall von Torre del Bierzo
- 21. Juli 1972 Eisenbahnunfall von El Cuervo
- 23. Juni 2010 Eisenbahnunfall von Castelldefels
- 24. Juli 2013 Eisenbahnunfall von Santiago de Compostela